# État d'Arakan
État de Rakhine
« Rakhine » redirige ici. Ne pas confondre avec Rankine.
Pour les articles homonymes, voir Arakan.
L'État de Rakhine (birman : ရခိုင်ပြည်နယ် , yəkʰaïN byinɛ), anciennement État d'Arakan (jusqu'à son changement de dénomination par le régime birman en 1974), est une subdivision administrative de la Birmanie. Sa capitale est Sittwe (ancienne Akyab). Il est constitué de cinq districts : ceux de Maungdaw, de Mrauk-U, de Sittwe, de Kyaukpyu et de Thandwe. Frontalier du Bangladesh, il est séparé du reste de la Birmanie par la chaîne de l'Arakan. Royaume indépendant du début du XVe siècle jusqu'à sa conquête par les Birmans au XVIIIe siècle, il se trouve au confluent de deux civilisations : celle d'un peuple d'origine tibéto-birmane ayant adopté le bouddhisme theravada d’Asie du Sud-Est ; et celle de l'Inde et du Bengale, fortement marquée par la présence de l'Islam. L'administrateur britannique de la Birmanie, Maurice Collis se représentait l'Arakan comme « une danseuse qui se balance entre l'ouest et l'est ».

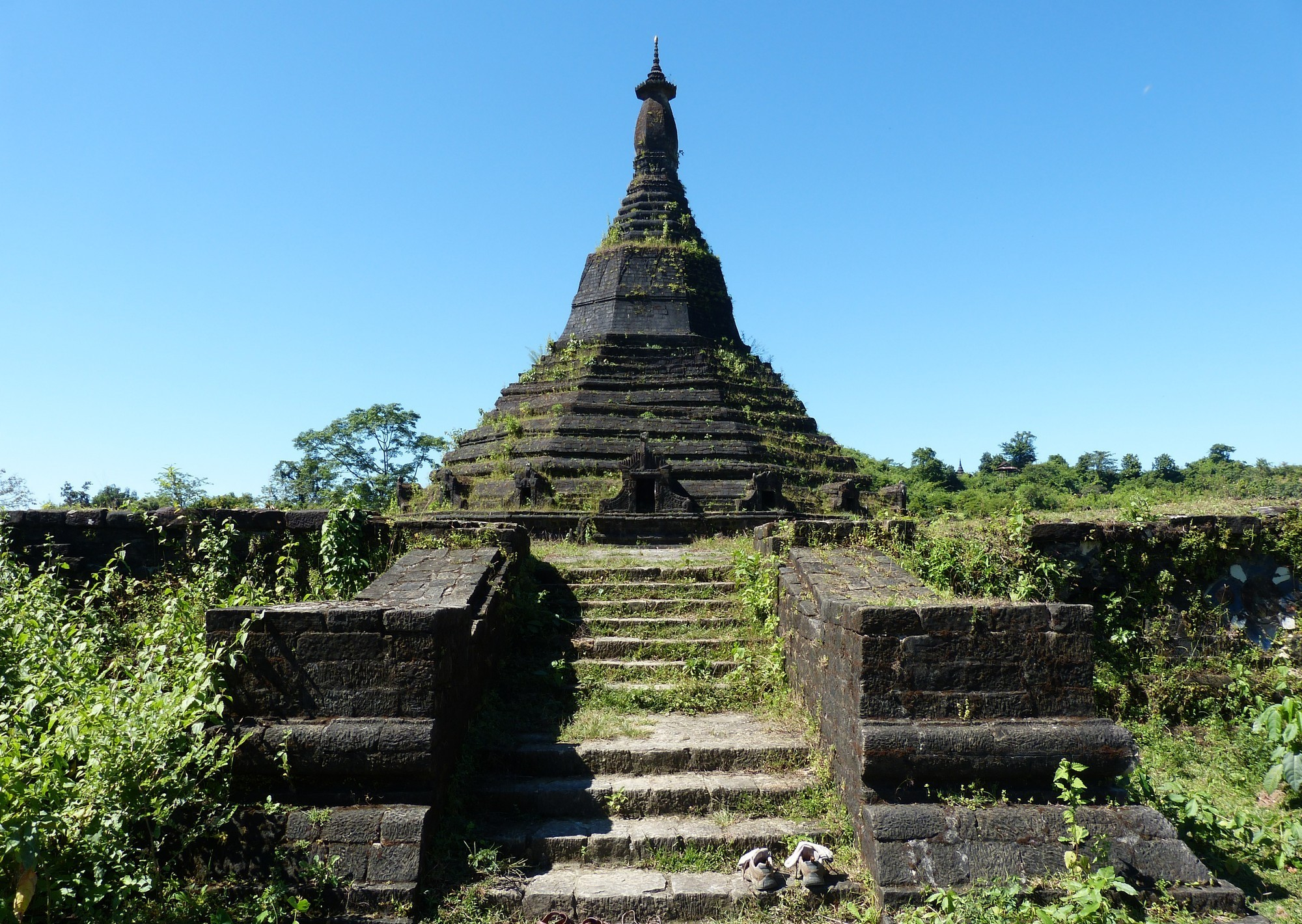
Pagode Laung Bwann Brauk

## Géographie
Situé sur la côte occidentale du pays, la chaîne de l'Arakan, qui culmine à 3 063 m avec le pic Victoria, sépare l'État d'Arakan du reste de la Birmanie. Il est bordé par l'État Chin au nord, les divisions de Magway, Bago et Ayeyarwady à l'est, le golfe du Bengale à l'ouest et le Bangladesh au nord-ouest. La zone côtière est parsemée d'îles, les plus importantes étant Cheduba, Ramree et Shahpura. On y trouve des volcans de boue.
Le climat dominant est le tropical de mousson. Le pays produit du riz et du bois de construction. On y trouve de l'or, de l'argent et des hydrocarbures, particulièrement offshore.
L'État s'étend entre les latitudes 17°30' et 21°30' nord et les longitudes 92°10' et 94°50' est. Sa superficie est de 36 762 km2. Sa population en 2014 a été recensée à 3 188 963 habitants. Les principaux groupes qui le peuplent sont les Arakanais et les Rohingya. Parmi les autres groupes, on trouve notamment les Mro, les Khami ou Khumi, les Kaman (en), les Dienet et les Marmagri. La majorité de la population est bouddhiste, mais les Kaman et les Rohingya sont musulmans. Les Rohingya sont considérés par l'ONU comme une des minorités les plus persécutées au monde.

## Histoire
Royaume indépendant pendant des siècles, le royaume de l'Arakan a été dominé par les sultanats de Delhi ou du Bengale du Ve au XVe siècle avant de reconquérir son indépendance au XVe siècle avec Mrauk U pour capitale. Il est occupé par la dynastie birmane des Konbaung en 1785 avant d'être cédé à l'Empire Britannique en 1826 par le traité de Yandabo qui conclut la guerre anglo-birmane (1824-1826). Il devient l'Arakan division, une partie du Raj britannique quand toute la Birmanie y est intégrée en 1886, puis de la Birmanie quand celle-ci est séparée en 1937 du Raj. En 1948, la Division de l'Arakan constitue une partie de la Birmanie indépendante et devient un État qui prend le nom d'État Rakhine en 1989.

### Les premiers royaumes
La tradition évoque des capitales royales existant vers 3000 av. J.-C.
Toutefois, la plus ancienne trace écrite connue en Arakan est l'inscription dite d'Anacandra, datée de 729 apr. J.-C., qui raconte que le roi Dvancandra (370-425 apr. J.-C.) « a construit une cité ornée d'un mur d'enceinte et d'un fossé ». Cette cité est l'actuelle Dhanyawadi, qui a révélé des sculptures de style Gupta (une dynastie qui a régné sur le nord de l'Inde du milieu du IIIe siècle à 535) et qu'on peut dater du Ve siècle.
Dans le village de Wethali ou Vesali, des fouilles effectuées dans les années 1980 ont révélé plusieurs constructions de brique, puis d'objets en pierre et en bronze. Le site remonterait à une période entre les VIe et Xe siècles.

### Le royaume de Mrauk U (1431-1785)
Un troisième site, Mrauk U, date d'une période allant du XVe au XVIIIe siècle. On trouve des vestiges de postes fortifiés sur les collines entourant le site. Des récits racontent qu'au XVIe siècle le roi Minbin ouvrit les écluses des réservoirs de la ville pour repousser les envahisseurs birmans (le roi Tabinshwehti, qui régnait à Pégou, attaqua la ville en 1546-1547).

### L'intégration de l'Arakan au royaume birman (1784-1825)
Au XVIIIe siècle, l'Arakan est affaibli par d'innombrables conflits entre prétendants au trône ainsi que par de graves tremblement de terre en 1761 et 1762. Pour tenter de mettre fin à des luttes continuelles entre factions, les nobles font vainement appel aux souverains birmans. L'armée birmane du roi Bodawpaya, forte de 30 000 hommes, n'a donc aucun mal à s'emparer de Mrauk U le 2 janvier 1785, mettant fin au royaume d'Arakan comme entité indépendante. Le dernier souverain de l'Arakan, Thamadarājā (1783-1785), meurt en exil à Ava. Le royaume est démantelé, divisé en quatre circonscriptions, dirigé par un gouverneur, assisté d'un notable local.
Toute cette période est caractérisée par l'exercice d'un pouvoir tyrannique qui se livre à des violences continuelles contre les populations et transforme l'Arakan en une terre de désolation extrême... et de mort , selon l'historien G.E.Harvey. Dès l'occupation de l'Arakan par ses troupes, la monarchie birmane mène en effet une politique d'assimilation brutale . Des milliers d' habitants sont massacrés, quelle que soit leur religion ; d'autres sont enrôlés de force dans l'armée, soumis à de lourds impôts ; environ 20 000 d'entre eux sont déportés en Birmanie centrale, astreints à des travaux forcés, employés en particulier à l'agrandissement du lac Meiktila (en). Un grand nombre parvient à s'enfuir au Bengale, dans le district de Chittagong qui avait d'ailleurs appartenu au XVIIe siècle au royaume de l'Arakan . Ces réfugiés seront pris en charge par un officier britannique qui les installe en un lieu qui porte toujours son nom, Cox's Bazar. Des moines bouddhistes sont envoyés d'Ava pour rectifier des pratiques religieuses jugées déviantes et les aligner sur celles du sangha birman. La statue du Mahamuni, symbole du bouddhisme arakanais, est emportée à Amarapura. En 1798, deux-tiers des arakanais auraient quitté leur pays .

### La colonisation britannique (1825-1947)
Lors de la première guerre anglo-birmane (1824-1826), en s'emparant de l'île de Cheduba, des villes de Mrauk U (Mrohang) et de Thandwe (Sandoway), les Britanniques prennent possession de l'Arakan, qui leur est officiellement cédé par le traité de Yandabo le 24 février 1826. Il est désormais rattaché aux territoires administrés par la Compagnie des Indes britannique. La colonisation provoque quelques révoltes dans les premières années ; mais, assez vite, le pays est suffisamment pacifié pour que soit possible le retour des Arakanais (ou de leurs descendants) qui avaient trouvé refuge dans le district indien de Chittagong trente ou quarante ans auparavant.
Naturellement pauvre en ressources (indigo, canne et quelques cultures maraîchères), la province va devenir une terre de riziculture à l'initiative du premier gouverneur, Thomas Campbell Robertson (en). L'administration, faisant peu confiance à une main d'œuvre arakanaise d'ailleurs peu nombreuse, va faire appel à des milliers de travailleurs saisonniers bengalis, dont beaucoup finissent par s'installer définitivement en faisant venir leur famille. Cette immigration, s'ajoutant au retour des exilés, repeuple l'Arakan et modifie significativement la composition de sa population au profit d'Indiens, pour la plupart musulmans (les hindous constituant une infime minorité, urbaine ou propriétaire terrienne, le plus souvent absentéiste). Comme au Bengale, la gestion des terres est confiée à des zamindars qui collectent les impôts sur de vastes territoires ; certains d'entre eux deviennent propriétaires par l'obtention de baux de quatre-vingt dix neuf ans, s'appropriant parfois des terres appartenant à des Arakanais qui s'étaient enfuis sous la domination birmane,. S'y ajoutent des négociants et petits commerçants, attirés par le développement du pays, venant d'Inde ou de Birmanie. De 1872 à 1911 la proportion d'hindous dans le district d'Akyab passe de 1 à 3 %, celle des musulmans de 21 à 34 % ; les Birmans, qui n'apparaissaient pas dans le recensement de 1872, sont 17 % en 1911,. Akyab, la nouvelle capitale, devient un port prospère, d'où l'exportation de riz vers l'Europe est favorisée par l'ouverture du canal de Suez en 1869 ; quatrième ville de la Birmanie devenue une colonie distincte en 1937, elle attire une importante main-d'œuvre bengali, des artisans et commerçants ainsi que des fonctionnaires. La riziculture dans les terres basses ne cesse de croître pour atteindre 94% des terres cultivées en 1914. Des lignes fluviales, nécessaires au transport des productions agricoles dans un pays au faible réseau routier, sont par ailleurs ouvertes par l'Arakan Flotilla Company dans les principaux districts.
La préférence des Britanniques pour les musulmans, leur présence grandissante dans le commerce et l'artisanat suscitent un sentiment d'injustice chez les bouddhistes. La tension entre les deux principales communautés s'aggrave dans les années trente avec la naissance à Rangoon de l'organisation indépendantiste Dobama Asiayone, à laquelle se rallient nombre d'Arakanais bouddhistes et qui milite pour le départ des Britanniques tout en se montrant hostile à l'Islam, cependant que beaucoup de musulmans se tournent vers la All-India Muslim League du Bengale qui prône la formation d'un État musulman autonome.
Le retrait en Inde de l'administration britannique, à la suite de l'occupation de l'Arakan par les troupes japonaises en mars 1942, entraîne un déchaînement de violences intercommunautaires. Les musulmans, dans leur quasi-unanimité, sont favorables aux Britanniques qui ont recruté parmi eux une Volunteer Force censée mener des actions de guerilla contre l'ennemi, mais celle-ci va en fait s'attaquer aux villages bouddhistes ; de son côté, la Burmese Independance Army, nationaliste et anti-musulmane, est financée et entraînée par le Japon. Fin mars 1942, des dacoits birmans et arakanais sèment la terreur dans les villages musulmans du sud ; les survivants de ces massacres (en) fuient vers le nord pour gagner l'Inde, cependant que les populations bouddhistes de Buthidaung (en) et Maungdaw sont victimes de représailles. Ces événements, qui ont pour conséquence un regroupement majoritaire des bouddhistes au sud et des musulmans au nord, affecteront durablement les relations entre les deux principales communautés.
En mai 1945, les Britanniques libèrent la Birmanie de l'occupation japonaise et réoccupent l'Arakan. Ils ont été soutenus par l'AFPL qui regroupe sous l'égide du général Aung San divers partis nationalistes, parmi lesquels l'Arakan National Congress (ANC), créé en 1939, favorable à l'indépendance de l'Arakan. Une partie de ses membres demeure dans l'AFPL qui engage les négociations qui vont conduire à l'indépendance de la Birmanie, cependant qu'une faction menée par le moine U Seinda, opposé à l'intégration de l'Arakan dans le futur État birman, engage une guérilla contre le pouvoir britannique.

### L'Arakan intégré à l'État birman
Le 4 janvier 1948, la Birmanie devient indépendante sous le nom de Union of Burma. Sa Constitution, effective à cette date, comporte certes un chapitre qui accorde le droit de sécession à certains territoires occupés par des ethnies non birmanes, mais il est soumis à des conditions restrictives et ne peut s'exercer qu'au terme de dix années. L'intégration sans leur consentement d'ethnies minoritaires dans l'Union va entraîner de multiples conflits qui perdurent jusqu'à nos jours. L'Arakan, qui n'a d'ailleurs pas le statut d'un État ethnique, est le théâtre de plusieurs insurrections. Le People's Liberation Party (PLP) dirigé par U Seinda poursuit contre le gouvernement birman la lutte pour l'indépendance de l'Arakan qu'il avait engagée contre les Britanniques et parvient à administrer un certain nombre de villages des districts d'Akyab et de Kyaukpru. Cette insurrection va se poursuivre jusqu'en 1958. La « All Arakan National United League », connue sous le nom populaire de « Rata Nya », recourt, quant à elle, à des moyens légaux pour obtenir un statut d'autonomie en se présentant aux élections, qu'elle remporte dans la province entre 1948 et 1962. Elle participe en février 1962 à la conférence de Taunggyi, capitale de l'État shan, où des leaders d'ethnies non birmanes définissent les principes d'un authentique État fédéral. Mais le 2 mars 1962, un groupe d'officiers, dirigé par Ne Win, s'empare du pouvoir, arrêtant les dirigeants et les principaux leaders.
La population musulmane, de son côté, s'accroît à la fin de la seconde guerre mondiale du fait de l'installation au Nord d'habitants qui avaient fui le Sud pour gagner l'Inde ainsi que de l'arrivée d'immigrants originaire de la région de Chittagong. Les Anglais n'ont pas honoré la promesse qu'ils auraient faite de créer une « Muslim National Area » en récompense de leur engagement à leurs côtés pendant la guerre. En 1946, est fondée à Akyab la « National Arakan Muslim League » qui tente d'obtenir d'Ali Jinnah le rattachement du nord de l'Arakan au Pakistan en voie de formation, mais celui-ci s'accorde avec Aung San pour lui opposer une fin de non-recevoir. A l'indépendance de la Birmanie, l'exclusion de la plupart des musulmans de l'armée et de la fonction publique, l'impossibilité pour beaucoup d'entre eux, regroupés dans des camps au Pakistan, de rentrer et récupérer leurs terres, l'assimilation des musulmans arakanais — les Rohingyas — aux immigrants de fraîche date — les Chittagonguiens — contribuent à accroître les tensions entre les deux principales communautés. En avril 1948 éclate ce qu'on a appelé « la rébellion des Moudjahidin », qui vise aussi bien les Arakanais bouddhistes que le nouveau gouvernement birman. Les insurgés s'emparent d'une grande partie du Nord, contraignant les non-musulmans à s'exiler. Ceux-ci font appel au gouvernement central qui arme des milices arakanaises, puis lance en novembre 1954 l'opération « Mansoon » qui finit par mettre un terme à cette révolte.
Dans les années qui suivent le coup d'État de 1962, plusieurs mouvements autonomistes ou indépendantistes se succèdent et mènent des actions de guérilla contre l'armée birmane , perçue comme une force d'occupation qui détourne à son profit les ressources de l'Arakan. Une pénurie de riz entraîne en 1967 une famine qui fait de nombreuses victimes. Au début des années 70, les nationalistes arakanais se rapprochent des groupes combattants Kachin et Karen, la « Kachin Independence Organization » ( KIU) et la Karen National Union (KNU). C'est en pays Karen qu'est formée l'« Arakan Liberation Army » qui combat alors l'armée birmane aux côtés de la « KNU ». Le pouvoir intensifie la répression, imposant la loi martiale en Arakan comme en d'autres États, en inaugurant la stratégie des « Four Cuts » (les « quatre éradications »), qui consiste à empêcher les groupes combattants d'accéder à la nourriture, au financement, à l'information et au recrutement. Pour y parvenir, l'armée commet de nombreuses exactions, massacres, viols, destruction et relocalisation de nombreux villages , internement arbitraire de civils.

### Émeutes de 2012
Le nord de l'État a été secoué à partir de l'été 2012 par de graves affrontements entre les Rohingya musulmans et les Arakanais. La cause des émeutes n'est pas claire, de nombreux commentateurs citant comme cause principale le meurtre de dix musulmans birmans par des Arakanais après le viol et le meurtre d'une Arakanaise. Des villages entiers ont été « décimés ». Plus de 300 maisons et de nombreux bâtiments publics ont été rasés. Selon Tun Khin, président de la Burmese Rohingya Organisation UK (BROUK), le 28 juin, 650 Rohingyas avaient été tués, 1 200 avaient disparu et plus de 80 000 avaient été déplacés. Selon les autorités birmanes, les violences entre Arakanais bouddhistes et Rohingyas musulmans avaient fait 78 morts, 87 blessés et des milliers de maisons avaient été détruites. Elles avaient aussi déplacé plus de 52 000 personnes.
Le gouvernement a répondu en imposant des couvre-feu et en déployant des troupes dans la région. Le 12 juin 2012, l'état d'urgence a été déclaré dans la région, permettant à l'armée de participer à son administration,. Les forces armées birmanes et la police ont été accusées de viser les Rohingya par des arrestations en masse et des violences arbitraires,. Plusieurs organisations de moines bouddhistes, qui avaient joué un rôle capital dans la lutte pour la démocratie dans le pays, ont pris des mesures pour bloquer l'assistance humanitaire aux Rohingyas. En juillet 2012, le gouvernement birman n'a pas intégré les Rohingyas (classés comme des musulmans apatrides du Bangladesh depuis 1982) sur sa liste des plus de 130 minorités ethniques du pays, ce qui lui permet de leur nier toute prétention à la citoyenneté birmane.

### Affrontements armés de 2016-2017
Début octobre 2016, certains Rohingyas décident de mener une lutte armée contre le pouvoir birman, accusé de persécuter cette minorité musulmane depuis des décennies. Des milices armées voient le jour, la plus importante d'entre elles est l'Armée du salut des Rohingya de l'Arakan (ARSA). En octobre 2016, des postes frontières sont attaqués, ce qui provoque de féroces représailles de la part de l'armée : viols, tortures et massacres. La situation réelle sur place reste difficile à évaluer, puisque la Birmanie interdit aux Nations unies et aux ONG l'accès du nord de l'Arakan où 150 000 personnes dépendent de leurs distributions alimentaires. Elle n'a autorisé leur retour qu'à la fin d'octobre 2017.
En décembre 2016, l'Organisation internationale pour les migrations estime à environ 30 000 le nombre de Rohingya qui ont dû fuir au Bangladesh, à la suite des violences en Birmanie, entre octobre et décembre 2016.
Le 25 août 2017, une vingtaine de postes frontières sont à nouveau attaqués par 150 rebelles : au moins 71 personnes sont tuées, dont une dizaine de policiers. Dans la semaine qui suit les combats font plus de 400 morts, dont 370 rebelles, 13 militaires ou policiers et 14 civils selon l'armée birmane. Le projet Arakan, une organisation de défense des droits des Rohingyas, évoque pour sa part près de 130 morts, dont des femmes et des enfants. Selon l'ONU, en seulement une huitaine de jours , près de 90 000 personnes ont gagné le Bangladesh, où plus de 400 000 réfugiés rohingyas sont présents le 16 septembre; mais le pays ne veut pas en accueillir davantage et ferme sa frontière, bloquant ainsi 20 000 civils. L'organisation revoit d'ailleurs à la hausse le bilan fourni par les autorités birmanes, évoquant début septembre un bilan humain potentiellement supérieur à 1 000 morts. La situation d'extrême insécurité qui règne dans les villages rohingyas de l'Arakan, mais aussi l'attitude hostile de l'administration birmane envers elles ont obligé plusieurs ONG, mais aussi le Programme alimentaire mondial à cesser leurs activités dans ces zones.
Fin octobre, la situation des Rohingyas demeurait toujours critique : alors que l'ONU estime que près de 603 000 réfugiés rohingyas ont fui au Bangladesh depuis le début des affrontements deux mois plus tôt, le pape François avance quant à lui le chiffre de 800 000 réfugiés. En tout près d'un million de rohingyas se trouveraient au Bangladesh, en comptant ceux déjà présents dans les camps de réfugiés avant les violences du mois d'août et qui fuyaient les persécutions anciennes dont cette minorité fait l'objet. Une situation que l'ambassadeur du Bangladesh à l'ONU décrit comme « intenable » pour son pays, qui envisage de stériliser les femmes rohingyas afin d'éviter une explosion démographique et qui cherche également, en concordance avec les autorités birmanes, à rapatrier une partie des réfugiés rohingyas dans l'État d'Arakan. Un retour périlleux pour les Rohingyas, qui ont vu le riz cultivé dans leurs champs abandonnés être récoltés par l’État birman, et qui pour la très large majorité d'entre eux ne possèdent aucun document officiel attestant qu'ils vivaient dans l'État d'Arakan avant le début des violences étant donné leur apatridie.
Le 6 septembre 2017, au cours d'un entretien téléphonique avec le président turc Recep Tayyip Erdoğan, Aung San Suu Kyi, dirigeante de facto du pays, a dénoncé la couverture médiatique internationale faite au sujet de la crise en Arakan, y voyant un parti pris en faveur des Rohingyas et présentant celle-ci comme un « iceberg de désinformation » orchestré par des « terroristes rohingyas », dans le but de diaboliser le régime birman.
Le 7 janvier 2018, les forces birmanes ont subi une embuscade tendue par des rebelles rohingyas, faisant plusieurs blessés. C'est la première opération de ce genre depuis août 2017.

### Conflits armés 2018-présent
En janvier 2018, l'armée birmane reconnaît avoir tué dix civils et les avoir enterrés dans une fosse commune, information qui fait dire à Aung San Suu Kyi que c'est une indication positive qui prouve que le pays prend ses responsabilités. Des photos prises par l'ambassadeur de l'U.E ainsi que des clichés satellitaires publiés par Human Rights Watch (HRW) en février 2018 révèlent que des dizaines de villages ont été rasés autour de la ville de Maungdaw, épicentre des violences ; le gouvernement birman affirme que ces opérations ont été réalisées dans la perspective de rapatriements,. Mais Amnesty International rapporte qu' à l'emplacement de ces villages disparus sont construites des installations pour les forces armées birmanes. En septembre 2018, deux journalistes locaux de l'agence Reuters, arrêtés pour détention de documents relatifs aux opérations militaires en Arakan, sont condamnés à sept ans de prison pour « atteinte au secret d’État ».
À la suite de pressions internationales, les deux journalistes de Reuters ont été graciés le 7 mai 2019, par le président birman.

## Population
La population de l'État d'Arakan s'élevait au siècle dernier[Quand ?] à près de 2 000 000 d'habitants. Le recensement général de population et d'habitat de 2014 recense 3 188 963 habitants dont 2 100 000 Arakanais bouddhistes et un peu moins d'un million de Rohingyas musulmans.
L' arakanais fait partie du groupe dit « lolo-birman » de la branche tibéto-birmane des langues sino-tibétaines. L'intercompréhension entre arakanais et birman est assez aisée pour qu'on le considère généralement comme un dialecte du birman, ayant conservé de celui-ci quelques traits considéré par certains comme archaïsants.
Les Arakanais sont adeptes du bouddhisme theravāda tout en continuant d'observer leur religion traditionnelle. Les Rohingyas constituent un groupe ethnique de confession musulmane qui est victime de persécutions.

## Économie
L'Arakan et ses eaux côtières recèlent des réserves d'hydrocarbures, prospectées par plusieurs compagnies internationales. En décembre 2008, un consortium dirigé par la compagnie sud-coréenne Daewoo a conclu un accord avec le régime birman pour l'exploitation du champ gazier offshore de Shwe. Un gazoduc devrait être construit depuis la côte jusqu'au Yunnan, pour l'exportation du gaz naturel vers la Chine. Ce gazoduc traverserait des zones fortement peuplées de la région de Magway, ce qui, au vu de l'expérience du gazoduc de Yadana (dans la région de Tanintharyi) fait craindre d'importants déplacements de population.
Il est également question de la construction d'un port en eaux profondes, qui permettrait à la Chine de recevoir du pétrole du Moyen-Orient sans passer par le détroit de Malacca.